# Cohons
Cohons település Franciaországban, Haute-Marne megyében. Lakosainak száma 208 fő (2022. január 1.). Cohons Longeau-Percey, Noidant-Chatenoy, Bourg, Saints-Geosmes és Villegusien-le-Lac községekkel határos.

## Népesség
A település népességének változása:
| Lakosok száma | 264  | 253  | 233  | 258  | 255  | 242  | 233  | 223  | 218  | 208  |
|               | 1968 | 1982 | 1990 | 2006 | 2013 | 2015 | 2017 | 2019 | 2020 | 2022 |